# 王皓 (北朝)
王皓（?—?），字季高，北齐大臣，北海郡剧县（今山东潍坊市昌乐县西）人，高祖父是王猛之孙王宪，祖父王嶷。他是王云第七子，兄长王昕。
王皓年轻时立名行，被士友所称道。母亲去世，居丧显露至性。宽柔柔弱与诸兄相同。跟随齐文宣帝北征，乘红马，早晨有霜气，于是就不认识了。他说自己丢了马，虞候为求觅不得。日出后马身上的霜化了，系在幕前，他说：“我马尚在。”为司徒掾，在府听到午鼓，往来徘徊等着走。群僚嘲笑他：“王七思归何太疾？”王季高说：“大鹏始欲举，燕雀何啾唧？”嘲者回答：“谁家屋当头，铺首浪游逸。”于是喧笑，王季高不再说话。大宁初年，兼散骑常侍、出使南陈。天统末年，修国史。官至通直散骑常侍。卒赠郢州刺史。子王伯，官至奉朝请，待诏文林馆。